# Tamames
Tamames è un comune spagnolo di 985 abitanti situato nella comunità autonoma di Castiglia e León.